# فينوس أنجيليك
فينوس إيزابيل باليرمو  هي من مواليد 8 شهر فبراير لعام 1997 م، والمعروفة باسم فينوس أنجيليك ، وتشتهر بكونها يوتيوبر سويسرية، تشتهر بمظهرها الذي يشبه الدمية.   أصبحت تُعرف باسم «الدمية الحية» بعد أن حظي مقطع الفيديو الخاص بها على اليوتيوب بعنوان «كيف تبدو مثل الدمية؟» في مارس 2012.

## حياة مهنية
أصبحت تُعرف باسم «الدمية الحية» بعد أن حظي مقطع الفيديو الخاص بها على اليوتيوب بعنوان «كيف تبدو مثل الدمية؟» في مارس 2012. اعتبارًا من فبراير 2021، حصد الفيديو أكثر من 16,262,383 مشاهدة.
في عام 2013، أصدرت باليرمو نسخة غلاف ما قبل الإصدار لأغنية " I Love It " لفرقة أيكونا بوب السويدية والتي وصلت إلى المرتبة رقم 71 على مخطط الأغاني المنفردة في المملكة المتحدة لعام 2013.
في عام 2014، تم تقديم الوثائقي "أنا دمية حية" I'm A Living Doll ضمن أحدي حلقات برنامج أدماني الغريب بالإنجليزية " My Strange Addiction علي قناة تي أل سي.

## الحياة الشخصية
في عام 2014، بدأت باليرمو علاقة رومانسية مع الياباني "ماناكي أوكادا". في 2015 غادرت فينوس باليرمو إلى اليابان. وبحسب ما ذكرت تسبب هذا في نشوء خلاف في مع والدتها، وتحول إلى نزاع عام على منصات مختلفة.
في عام 2018، عندما بلغت من العمر 21 عامًا، سافرت فينوس باليرمو إلى كوريا الجنوبية، حيث خضعت لعملية جراحة لكي تنقص من وزنها، على الرغم من أنها كانت تزن 53 كجم فقط وقت إجراء العملية. أدعت فينوس باليرمو أنها اتصلت بأكثر من 50 طبيبًا حول العالم حتّى وجدت واحدًا على استعداد تام لمواصلة الجراحة. بعد الجراحة وانخفض وزنها في وقت ما إلى 38 كجم، وتم إدخالها إلى المستشفى، حيث تم علاجها بأدوية المعدة والتقطير الوريدي.